# Oar obscuraria
Oar obscuraria är en fjärilsart som beskrevs av George Thomas Bethune-Baker 1894. Oar obscuraria ingår i släktet Oar och familjen mätare. Inga underarter finns listade i Catalogue of Life.